# Championnats d'Europe de cyclo-cross

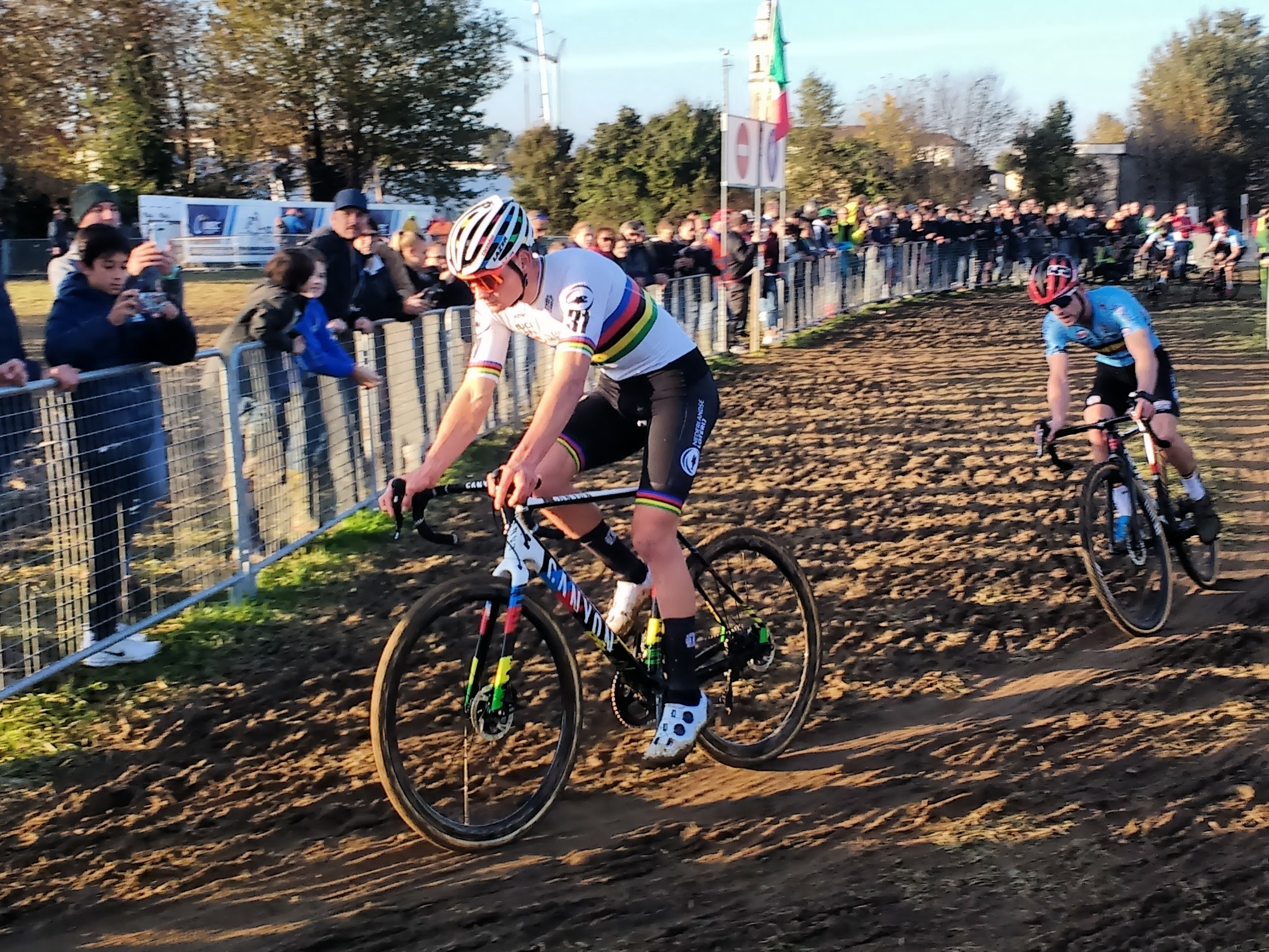
Le champion du monde en titre Mathieu van der Poel et Eli Iserbyt en course lors des championnats d'Europe 2019 à Silvelle.

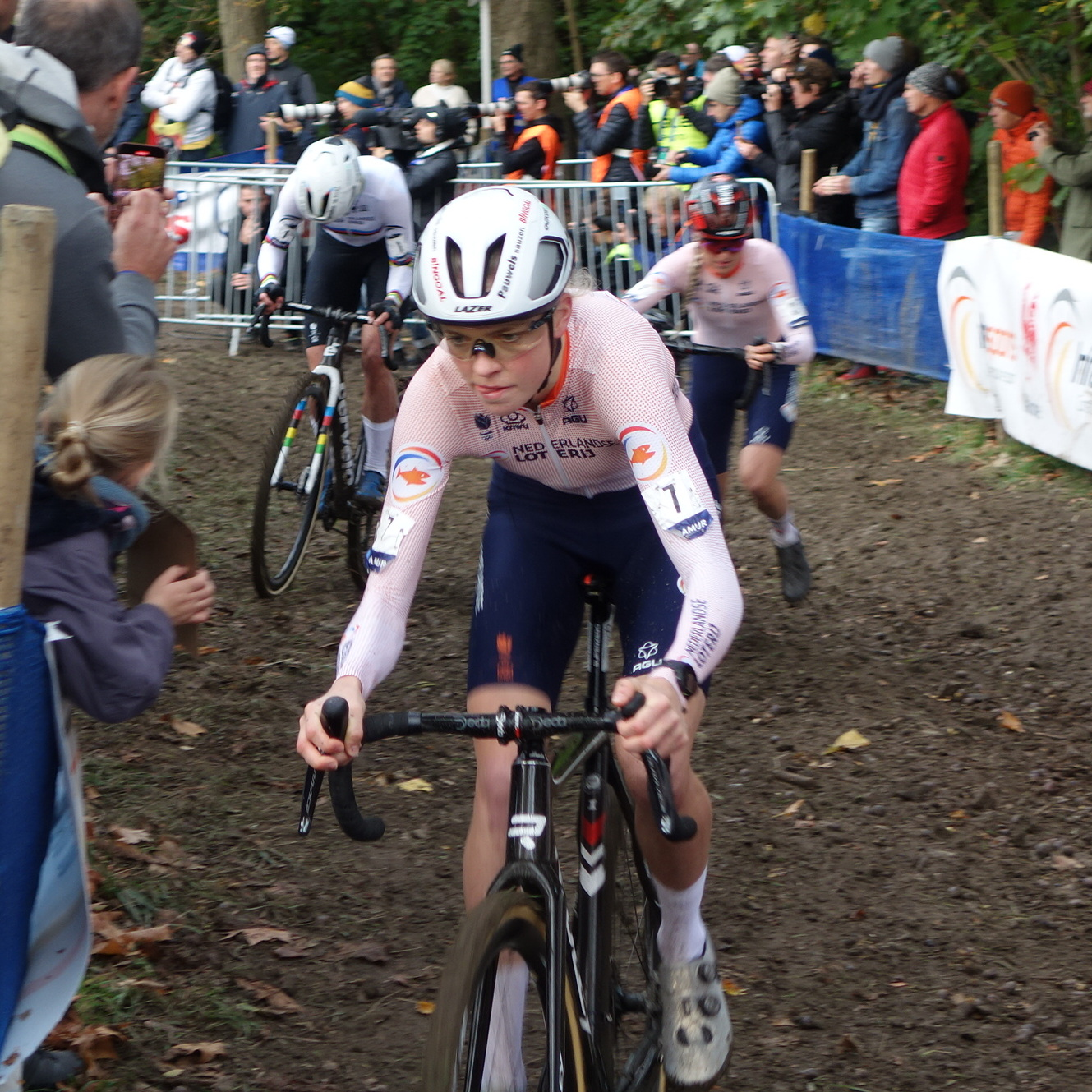
Fem van Empel en route vers la victoire aux championnats d'Europe 2022 à Namur.

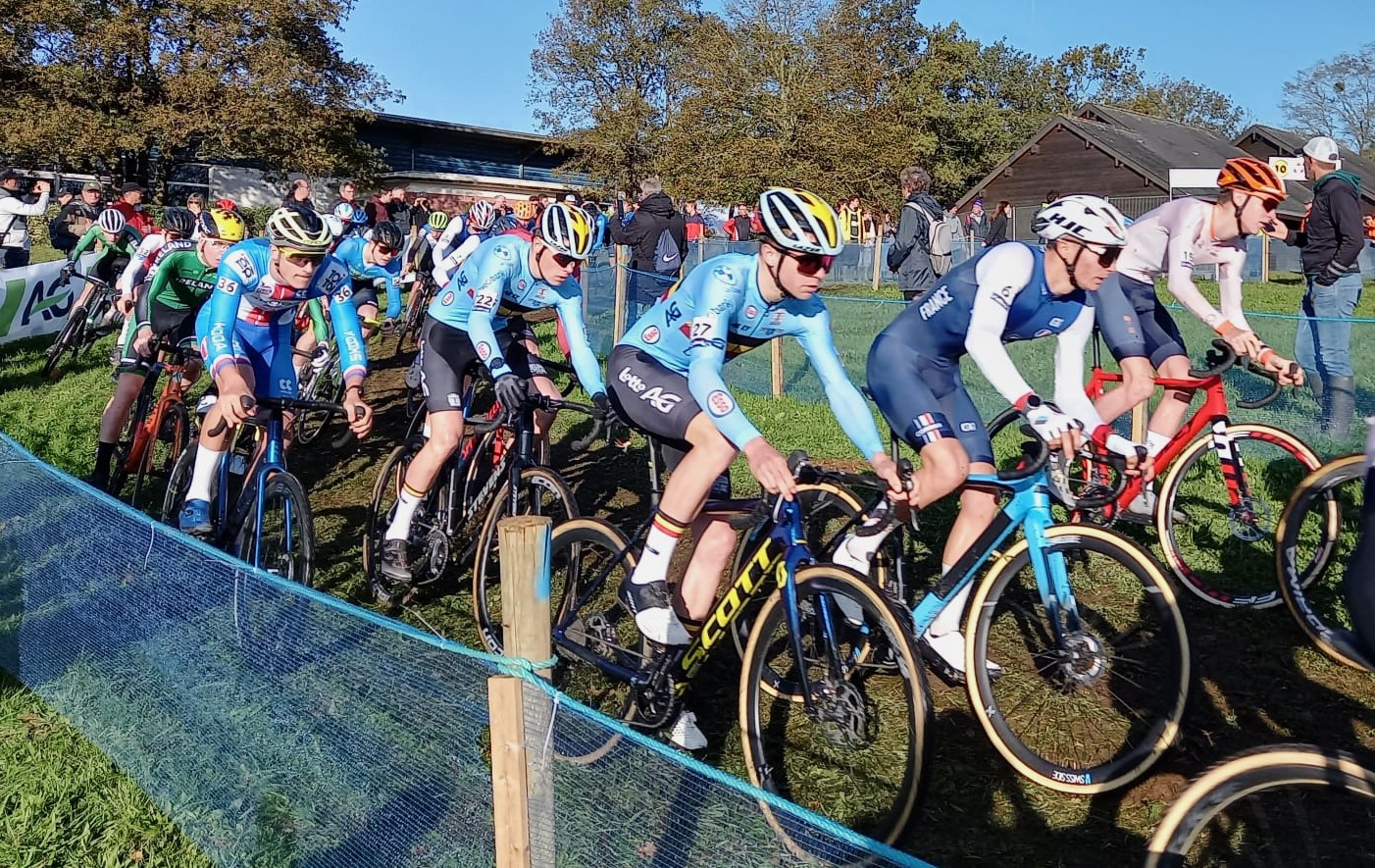
La course junior à Pontchâteau en 2023.

Les championnats d'Europe de cyclo-cross sont organisés par l'Union européenne de cyclisme et ont lieu tous les ans en novembre, au début de la saison de cyclo-cross. Les vainqueurs ont le droit de porter pendant un an le maillot de championnat correspondant dans toutes les courses de cyclo-cross de leur tranche d'âge.

## Histoire
Les premiers championnats d'Europe de cyclo-cross ont lieu le 8 novembre 2003 à Tábor, en République tchèque et sont déclarés ouverts par le président de l'époque, Václav Klaus.
Initialement, les compétitions se déroulent en novembre dans trois catégories : élite féminine, moins de 23 ans hommes et juniors hommes (moins de 19 ans). Le titre n'est attribué pour l'élite masculine que depuis 2015. Cependant, le prestige de cette dernière compétition souffre du fait que les meilleurs coureurs de cyclo-cross sont également actifs en cyclisme sur route et ne commencent généralement que plus tard dans la saison. C'est donc l'occasion pour les spécialistes du cyclo-cross d'exceller dans la première partie de saison.
Les championnats d'Europe sont désormais organisés pour les hommes et les femmes dans les catégories d'âge élites, moins de 23 ans et juniors. En 2023, une compétition de relais mixte est ajoutée, tout comme aux championnats du monde plus tard dans la saison. En 2020, pendant la pandémie du coronavirus, les compétitions juniors sont annulées au dernier moment en raison d'ordres officiels. 
En 2015, la victoire de la Belge Femke Van Den Driessche dans la catégorie des moins de 23 ans est ensuite annulée. Elle est disqualifiée près de trois mois plus tard après les  championnats du monde de cyclo-cross 2016 après qu'un vélo équipé d'un moteur ait été retrouvé dans le box de son équipe. Elle est suspendue rétroactivement, ce qui la prive de sa précédente victoire aux championnats d'Europe. À sa place, l'UEC déclare vainqueur Maud Kaptheijns, initialement deuxième. 
Depuis 2012, des championnats d'Europe de cyclo-cross Masters ont également lieu. En 2024, les championnats d'Europe de la jeunesse pour les cyclistes âgés de 13 à 16 ans ont lieu pour la première fois à Šamorín, en Slovaquie.

## Champions actuels
| Hommes          | Hommes               |
| --------------- | -------------------- |
| Élites          | Thibau Nys           |
| Moins de 23 ans | Jente Michels        |
| Juniors         | Mattia Agostinacchio |
| Femmes          |                      |
| Élites          | Fem van Empel        |
| Moins de 23 ans | Célia Gery           |
| Juniors         | Anja Grossmann       |
| Mixte           |                      |
| Relais          | Italie               |

## Lieux
| Année | Lieu        | Ville                 |
| ----- | ----------- | --------------------- |
| 2003  | Tchéquie    | Tábor                 |
| 2004  | Belgique    | Vossem                |
| 2005  | France      | Pontchâteau           |
| 2006  | Pays-Bas    | Huijbergen            |
| 2007  | Suisse      | Hittnau               |
| 2008  | France      | Liévin                |
| 2009  | Belgique    | Hoogstraten           |
| 2010  | Allemagne   | Francfort-sur-le-Main |
| 2011  | Italie      | Lucques               |
| 2012  | Royaume-Uni | Ipswich               |
| 2013  | Tchéquie    | Mladá Boleslav        |
| 2014  | Allemagne   | Lorsch                |

| Année | Lieu     | Ville                    |
| ----- | -------- | ------------------------ |
| 2015  | Pays-Bas | Huijbergen               |
| 2016  | France   | Pontchâteau              |
| 2017  | Tchéquie | Tábor                    |
| 2018  | Pays-Bas | Bois-le-Duc              |
| 2019  | Italie   | Silvelle di Trebaseleghe |
| 2020  | Pays-Bas | Bois-le-Duc              |
| 2021  | Pays-Bas | Wijster                  |
| 2022  | Belgique | Namur                    |
| 2023  | France   | Pontchâteau              |
| 2024  | Espagne  | Pontevedra               |
| 2025  | Belgique | Middelkerke              |
| 2026  | Pays-Bas | Zeddam                   |

## Tableau des médailles par pays
Mise à jour après l'édition 2024
| Rang  | Nation      | Or | Argent | Bronze | Total |
| ----- | ----------- | -- | ------ | ------ | ----- |
| 1     | Pays-Bas    | 40 | 27     | 21     | 88    |
| 2     | Belgique    | 25 | 21     | 24     | 70    |
| 3     | France      | 7  | 14     | 19     | 40    |
| 4     | Royaume-Uni | 6  | 7      | 7      | 20    |
| 5     | Italie      | 4  | 5      | 6      | 15    |
| 6     | Allemagne   | 4  | 2      | 2      | 8     |
| 7     | Suisse      | 4  | 1      | 1      | 6     |
| 8     | Tchéquie    | 2  | 9      | 9      | 20    |
| 9     | Slovaquie   | 2  | 1      | 1      | 4     |
| 10    | Hongrie     | 0  | 3      | 1      | 4     |
| 11    | Luxembourg  | 0  | 2      | 0      | 2     |
| 12    | Hongrie     | 0  | 1      | 1      | 2     |
| 13    | Autriche    | 0  | 1      | 0      | 1     |
| 13    | Danemark    | 0  | 1      | 0      | 1     |
| 13    | Pologne     | 0  | 1      | 0      | 1     |
| Total | Total       | 94 | 94     | 94     | 282   |

## Palmarès
| Hommes - Élites masculin - Moins de 23 ans masculin - Juniors masculin | Femmes - Élites féminin - Moins de 23 ans féminin - Juniors féminin | Mixte - Relais mixte |